# Modelo de Drude

Representación del modelo de Drude: los electrones, en azul, son movidos por el gradiente de campo eléctrico, y chocan con los iones de la red cristalina, en rojo.

El modelo de Drude o modelo de Lorentz-Drude para la conducción eléctrica fue desarrollado hacia el 1900 por Paul Drude para explicar las propiedades de transporte de electrones en materiales (especialmente en los metales). El modelo de Drude proporciona una base de la mecánica clásica para la conductividad de los metales, se basa en la aplicación de la teoría cinética a los electrones en un sólido. Proporciona unos resultados razonables, aun cuando actualmente ha sido superado por el correspondiente modelo cuántico basado en la teoría de bandas de conducción.

## Explicación
Según este modelo, un material conductor está formado microscópicamente, por una red cristalina en la que existen tanto electrones ligados como electrones libres de moverse por la red.
Supone que el material contiene iones positivos inmóviles y que un "gas de electrones" clásicos, que no interactúan entre sí de densidad n, donde el movimiento de cada uno se encuentra amortiguado por una fuerza de fricción producto de las colisiones de los electrones con los iones, caracterizada por un tiempo de relajamiento τ.
Los electrones ligados están sometidos a una fuerza elástica que los hace oscilar alrededor de los iones de carga positiva, mientras que los electrones libres son los responsables de la conductividad.

## Desarrollo del modelo
El modelo de Drude supone que un portador promedio de carga eléctrica está sujeto a la acción de una "fuerza de resistencia" {\displaystyle \scriptstyle \gamma }. En presencia de un campo eléctrico externo E se satisface la siguiente ecuación diferencial:

{\displaystyle m{\frac {d}{dt}}\langle {\vec {v}}\rangle =q{\vec {E}}-\gamma \langle {\vec {v}}\rangle }

donde {\displaystyle \langle {\vec {v}}\rangle } es la velocidad promedio, m es la masa efectiva y q la carga eléctrica del portador de carga. La solución estacionaria:

{\displaystyle {\frac {d}{dt}}\langle {\vec {v}}\rangle =0}

de esta ecuación diferencial es:

{\displaystyle \langle {\vec {v}}\rangle ={\frac {q\tau }{m}}{\vec {E}}=\mu {\vec {E}}}

donde:
{\displaystyle \tau ={\frac {m}{\gamma }}} es el tiempo libre medio de un portador de carga, y
{\displaystyle \,\mu } es la movilidad eléctrica.
Si se introduce la densidad del gas de portadores de carga n (partículas por unidad de volumen), podemos relacionar a la velocidad promedio con una corriente eléctrica:

{\displaystyle {\vec {J}}=nq\langle {\vec {v}}\rangle }

Se puede demostrar que el material satisface la ley de Ohm con una conductividad eléctrica en corriente eléctrica continua {\displaystyle \,\sigma _{0}}.

{\displaystyle {\vec {J}}={\frac {nq^{2}\tau }{m}}{\vec {E}}=\sigma _{0}{\vec {E}}}

El modelo de Drude permite también predecir la corriente como una respuesta a un campo eléctrico variable en el tiempo con una frecuencia angular {\displaystyle \,\omega }, en cuyo caso:

{\displaystyle \sigma (\omega )={\frac {\sigma _{0}}{1+i\omega \tau }}}

donde se ha supuesto que:
{\displaystyle E(t)=\Re (E_{0}e^{i\omega t})}
{\displaystyle J(t)=\Re (\sigma (\omega )E_{0}e^{i\omega t})}
Existe otra convención en la que, {\displaystyle \,i} es reemplazado por {\displaystyle \,-i} en todas las ecuaciones. La parte imaginaria indica que la corriente está retrasada respecto al campo eléctrico, lo que se produce porque los electrones necesitan aproximadamente un tiempo {\displaystyle \,\tau } para acelerarse en respuesta a un cambio en el campo eléctrico aplicado. En el caso previo el modelo de Drude se aplicó a los electrones; pero también puede ser aplicado a los huecos, es decir a los portadores de carga positiva en los semiconductores.
Denotando mediante nA la densidad de electrones por unidad de volumen se obtiene una ecuación que relaciona el vector de polarización y el campo eléctrico:

{\displaystyle {\vec {P}}=n_{A}\left\langle \pi \right\rangle =-n_{A}e{\vec {r}}(t)}

Donde {\displaystyle \langle \pi \rangle } representa el valor medio del momento dipolar eléctrico del electrón ligado. El movimiento de los electrones ligados vendría dado por la siguiente ecuación:

{\displaystyle m{\frac {d{\vec {v}}(t)}{dt}}=-e({\vec {E}}_{m}+{\vec {v}}\times {\vec {B}}_{m})-k{\vec {r}}-\beta {\vec {v}}}

donde Em y Bm son los campos eléctrico y magnético a nivel microscópico. Los otros términos del segundo miembro representan respectivamente la fuerza elástica y una fuerza "viscosa", que en el modelo trata de simular la continua pérdida de energía debida al efecto Joule. Dividiendo ahora por la masa y multiplicando por el factor –e nA se obtiene:

{\displaystyle -en_{A}{\frac {\partial ^{2}\langle {\vec {r}}\rangle }{\partial t^{2}}}+{\frac {e^{2}n_{A}}{m}}{\vec {E}}+en_{A}\omega _{0}^{2}\langle {\vec {r}}\rangle =en_{a}\gamma {\frac {\partial \langle {\vec {r}}\rangle }{\partial t}}}
{\displaystyle {\frac {\partial ^{2}{\vec {P}}}{\partial t^{2}}}+\gamma {\frac {\partial {\vec {P}}}{\partial t}}+\omega _{0}^{2}{\vec {P}}={\frac {e^{2}n_{A}}{m}}{\vec {E}}}

Donde se ha introducido {\displaystyle \scriptstyle k/m=\omega _{0}^{2}} y {\displaystyle \scriptstyle \beta /m=\gamma }.

## Problemas del modelo
Este modelo ofrece una buena explicación para la conductividad de CC y CA en metales, el efecto Hall, y la conductividad térmica (debida a electrones) en metales, pero falla al no proveer una explicación para la disparidad entre las capacidades caloríficas de los metales en comparación con la de los materiales aislantes. En un aislador eléctrico, se esperaría que la capacidad calórica sea cero dado que no existen electrones libres. En la realidad, los metales y los aisladores eléctricos poseen aproximadamente la misma capacidad calorífica a temperatura ambiente. El modelo de Drude también falla en explicar la existencia de portadores de carga aparentemente positivos como demuestra el efecto Hall.